# ضرعاء أليفة الأحجار
ضرعاء أليفة الأحجار (الاسم العلمي: Mammillaria petrophila) هي نوع من النباتات يتبع جنس الضرعاء من الفصيلة الصبارية.